# Luca Martin di San Martino
Luca Martin, barone di San Martino (Torino, 28 maggio 1785 – Torino, 25 gennaio 1866), è stato un nobile italiano, sindaco di Torino nel 1835.

## Biografia
Figlio di Giuseppe Francesco (1748-1819) e di Adelaide Scarrone di Revigliasco e Cella (1760-1819), sposò in prime nozze Luisa Adelaide Carola Figarolo (1786-1818) e in seconde nozze Angelica Raineri (1804-1837)
.
Fu sindaco di Torino, nel 1835, con Carlo Pallio di Rinco.
Era proprietario della Cascina Giajone, attuale sede della Circoscrizione 2 di Torino e della Biblioteca Civica Alessandro Passerin d'Entrèves.